# Éric Delcroix
Éric Delcroix, nascut el 8 de gener de 1944 a Mont-Saint-Aignan, és un advocat, polític i assagista francès. És conegut principalment per la seva acció a favor dels negacionistes de l'Holocaust.
El desembre de 1973 fou enviat a Moscou per l'NTS (Unió Popular de Treball - Resistència Russa anticomunista), amb altres dos joves advocats parisencs. Allà va conèixer molts dissidents soviètics, com Alexander Soljenitsyn o Sakharov. Se li va prohibir romandre a l'URSS, però va aconseguir tornar a veure Andrei Sakharov l'any següent, amb papers de resident a Bèlgica falsos.
Va ser activista d'Ordre Nouveau, moviment neofeixista francès. Després d'haver esdevingut advocat a París, es va fer conegut pels judicis amb negacionistes de l'Holocaust. El 1979, va defensar Robert Faurisson, després Henri Roques el 1986.
A partir de 1987, va col·laborar amb els Annals of Revisionist History, publicats per La Vieille Taupe i prohibits el 1990. Delcroix també és l'advocat de Claude Autant-Lara, Marie-Caroline Le Pen, Germaine Burgaz, Olivier Devalez, Pierre Guillaume, Vincent Reynouard, Catherine Mégret i Jean Plantin.
L'any 1996, per la seva obra La Police de la pensée contre le révisionnisme, va ser condemnat per impugnar crims de lesa humanitat pel tribunal correccional de París.
El setembre de 2002, després de la seva declaració, la 11a Sala d'Apel·lacions de París va aixecar la prohibició de distribuir el llibre de Jürgen Graf L'Holocauste au scanner al territori francès.
Des del 2009 a l'any 2011, va presidir l'Associació d'Amics de Rivarol. L'any 2015, després de la mort d'Emmanuel Ratier, va esdevenir president de l'institut homònim.
El 1989, va ser candidat del Front nacional a Courbevoie per a les regionals (al cantó de Noailles) i candidat a les legislatives de 1997. El 1998, quan el partit es va dividir, Delcroix va fer costat a Bruno Mégret. Va presidir el grup del Moviment Nacional Republicà (MNR) al Consell Regional de Picardie de 1999 a 2004.

## Publicacions destacades
- Contribution en 1981 à Intolérable intolérance, Paris, Éditions de la Différence, avec Jean-Gabriel Cohn-Bendit, Claude Karnoouh, Vincent Monteil et Jean-Louis Tristani
- Description, analyse et critique de la loi du 1er juillet 1972 dite «antiraciste», Paris, La Libre Parole, [1990].
- La Police de la pensée contre le révisionnisme. Du jugement de Nuremberg à la loi Fabius-Gayssot, Colombes, RHR, 1994.
- La Francophobie: crimes et délits idéologiques en droit français, Paris, Libres opinions, 1995.
- «Préface» à Wolf Rüdiger Hess, La mort de Rudolf Hess, un meurtre exemplaire!, trad. de l'allemand par Ilse Meenen, postface d'Alfred Seidl, Paris, Le Camelot et la Joyeuse garde, 1996.
- Le Théâtre de Satan : décadence du droit, partialité des juges, Paris, L'Æncre, 2002.
- Manifeste libertin: essai révolutionnaire contre l'ordre moral antiraciste, Paris, L'Æncre, 2005.
- Droits, conscience et sentiments, 2020